# Jimmy McNulty
James « Jimmy » McNulty est un personnage fictif de la série Sur écoute (The Wire), joué par Dominic West. 
Il travaille à Baltimore en tant qu'inspecteur du Baltimore Police Department.

## Évolution du personnage

### Première saison
Au début du premier épisode on peut le voir assister au procès de D'Angelo Barksdale (en), déclaré non coupable d'homicide par le jury à la suite de la corruption d'un des témoins, ce dernier a dévoilé au juge Daniel Phelan quelques informations sur le clan Barksdale, insinuant que toute la police est au courant des agissements de ce dernier, mais qu'elle ne semble pas réellement en mesure de s'en occuper
Après le procès, on le voit discuter avec le chef de la brigade des homicides William Rawls. En effet, le juge Phelan, ami de McNulty, alerte la presse, ce qui met la police de la ville dans une position fragile. Le préfet adjoint, Ervin H. Burell, a donc demandé des comptes à William Rawls, faisant passer ce dernier pour un incompétent. William Rawls n'ayant pas apprécié, il a convoqué McNulty pour une entrevue au cours de laquelle il passa un véritable savon à son inspecteur. 
Les agissements du juge Phelan ayant forcé la police à lancer une opération de grande envergure, via un détachement, afin de coincer le gang Barksdale, McNulty est détaché dans l'unité du lieutenant Cedric Daniels pour enquêter sur l’affaire Barksdale, ainsi qu'un autre inspecteur des homicides, nommé Santangelo. Ce dernier est secrètement chargé de rapporter à Rawls toute action susceptible de faire virer McNulty de la police.
Durant toute la saison, McNulty est mal vu par ses collègues et par ses supérieurs, car il a rapporté un dossier sensible à un juge, ce qui a mis en danger la réputation de la police de Baltimore.
Parallèlement à l'affaire Barksdale, il a une liaison purement sexuelle avec Rhonda Pearlman la procureure chargée de l'affaire.

### Deuxième saison
Il est affecté à la police maritime de Baltimore.